# غار سلیمان
غار سلیمان به زبان محلی یعنی کردی کرمانجی کُنِه سِلِه ، در غرب شهر شیروان و در نزدیکی روستای قشلاق کاره و در کنار کوه بیگان در استان خراسان شمالی واقع شده‌است. این غار دارای دهانه وسیع و سقفی از سنگ یکپارچه به طول ۲۵ و عرض ۶ متر است. در انتهای آن سقف و کف غار به هم می‌رسد و در طرف شرق آن حفره‌های وجود دارد. طول این غار ۵۰ متر است و از نوع غارهای خشک می‌باشد.